# بصیرآباد (اهر)
بصیرآباد یکی از روستاهای استان آذربایجان شرقی است که در دهستان قشلاق بخش مرکزی شهرستان اهر واقع شده‌است.این روستا ۶۷ نفر جمعیت دارد.